# Schloss Schwansbell (Lünen)

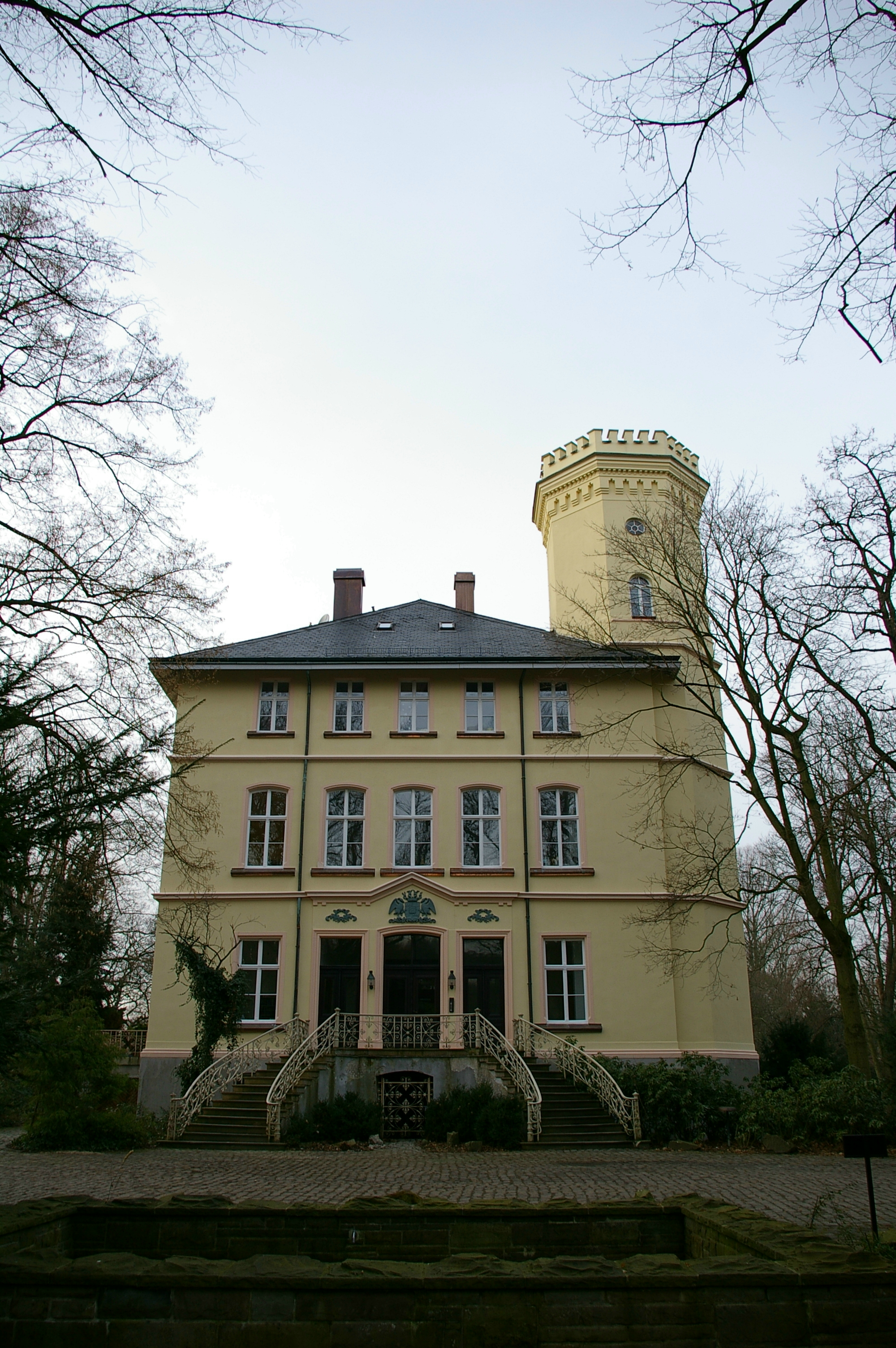
Schloss Schwansbell, Eingangsbereich

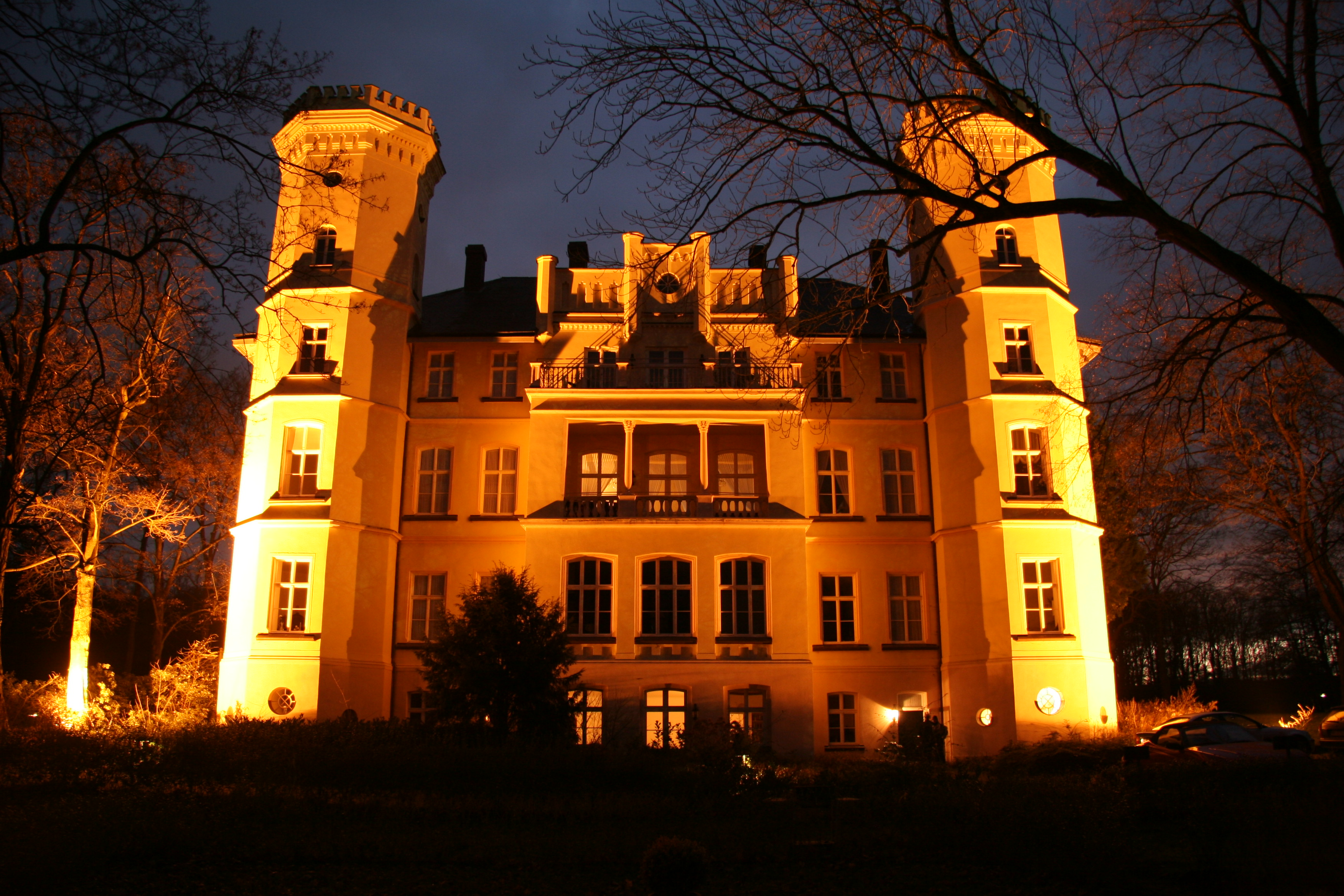
Schloss Schwansbell bei Nacht, Wasserseite

Das Schloss Schwansbell ist ein Schloss in Lünen (Nordrhein-Westfalen). Es liegt 1,5 km südöstlich des Stadtzentrums, in der Gemarkung der früheren Gemeinde Horstmar.
Nordöstlich des heutigen Schlosses stand eine mittelalterliche Wasserburg auf einer Insel, die durch die Seseke und eine damit verbundene Gräfte gebildet wurde. Sie war seit 1187 der Rittersitz der Herren von Schwansbell.
Das heutige Schloss wurde in den Jahren 1872–1875 nach Plänen des Dortmunder Baumeisters Fritz Weber für Wilhelm von Westerholt im Stil der englischen Neogotik mit zwei achteckigen Türmen errichtet.
Im Zuge der Eingemeindung des Ortsteiles Horstmar erwarb die Stadt Lünen 1929 das Schloss, das 1934 der Hitlerjugend diente. Später wurden die Gebäude als Waisenhaus genutzt. Im Zweiten Weltkrieg diente das Gebäude als Unterkunft der fliegenden Besatzungen des naheliegenden Fliegerhorstes Dortmund, nach dem Zweiten Weltkrieg zeitweise eine Art Lazarett, danach auch als Jugend-/Waisenhaus. Bis 1998 war das Hochbauamt der Stadt Lünen darin untergebracht. Jahrzehntelang war die Standsicherheit des Schlosses wegen des Bergbaus der früher benachbarten Zeche Preußen und wegen des in unmittelbarer Nachbarschaft verlaufenden Datteln-Hamm-Kanals fraglich.
Der ehemalige Bauunternehmer und „Burgenkönig“ Herbert Hillebrand erwarb das Schloss 1982 für seine Tochter Adriana von der Stadt Lünen und ließ es restaurieren. Bis zum November 2004 war das davor gelegene Wirtschaftsgebäude gastronomisch genutzt; es beherbergte ein Restaurant, das im Guide Michelin ehedem mit einem Stern ausgezeichnet war. Der ehemalige Restaurantinhaber und Sterne-Koch Franz L. Lauter wirkt seither im Schloss Nordkirchen. Nach einem Umbau ist Schloss Schwansbell nun in Mietwohnungen und Büroräume aufgeteilt. Zum 1. November 2008 wurde die Liegenschaft von Hillebrand an das in Geffen (Niederlande) angesiedelte Unternehmen Initium Germania I C.V. verkauft.
In dem seitlichen Wirtschaftsgebäude befand sich bis Oktober 2023 das Museum der Stadt Lünen.
Der Schlosspark ist der Öffentlichkeit zugänglich und ein beliebtes Ausflugsziel in Lünen. Er beherbergt ausgefallene Baumarten aus dem Osten Nordamerikas und aus Südosteuropa, wie den Trompetenbaum, den Christusdorn, Robinien oder den Tulpenbaum.
Das Schloss steht unter Denkmalschutz.